# کیمه (رامهرمز)
کیمه (رامهرمز)، روستایی از توابع بخش مرکزی شهرستان رامهرمز در استان خوزستان ایران است.

## جمعیت
این روستا در دهستان حومه‌غربی قرار دارد و براساس سرشماری مرکز آمار ایران در سال ۱۳۸۵، جمعیت آن ۱٬۶۴۸ نفر (۳۳۶خانوار) بوده‌است.

## مناطق گردشگری
بنای عمارت صمیمی که ازمعروف‌ترین مکانهای باستانی و قدیمی شهرستان رامهرمز است، در این روستا قرار دارد و هرساله تعداد زیادی گردشگر از استان‌های دیگر کشور و حتی توریست‌های خارجی از آن دیدن می‌کنند.
از مناطق دیگر گردشگری این روستا می‌توان به امامزاده سید فرج اشاره کرد که مملو از درختان کُنار (میوه بومی روستا) است و در اطراف آن زمین‌های کشاورزی با کشت انواع سبزیجات دیده می‌شود.